# Egregia

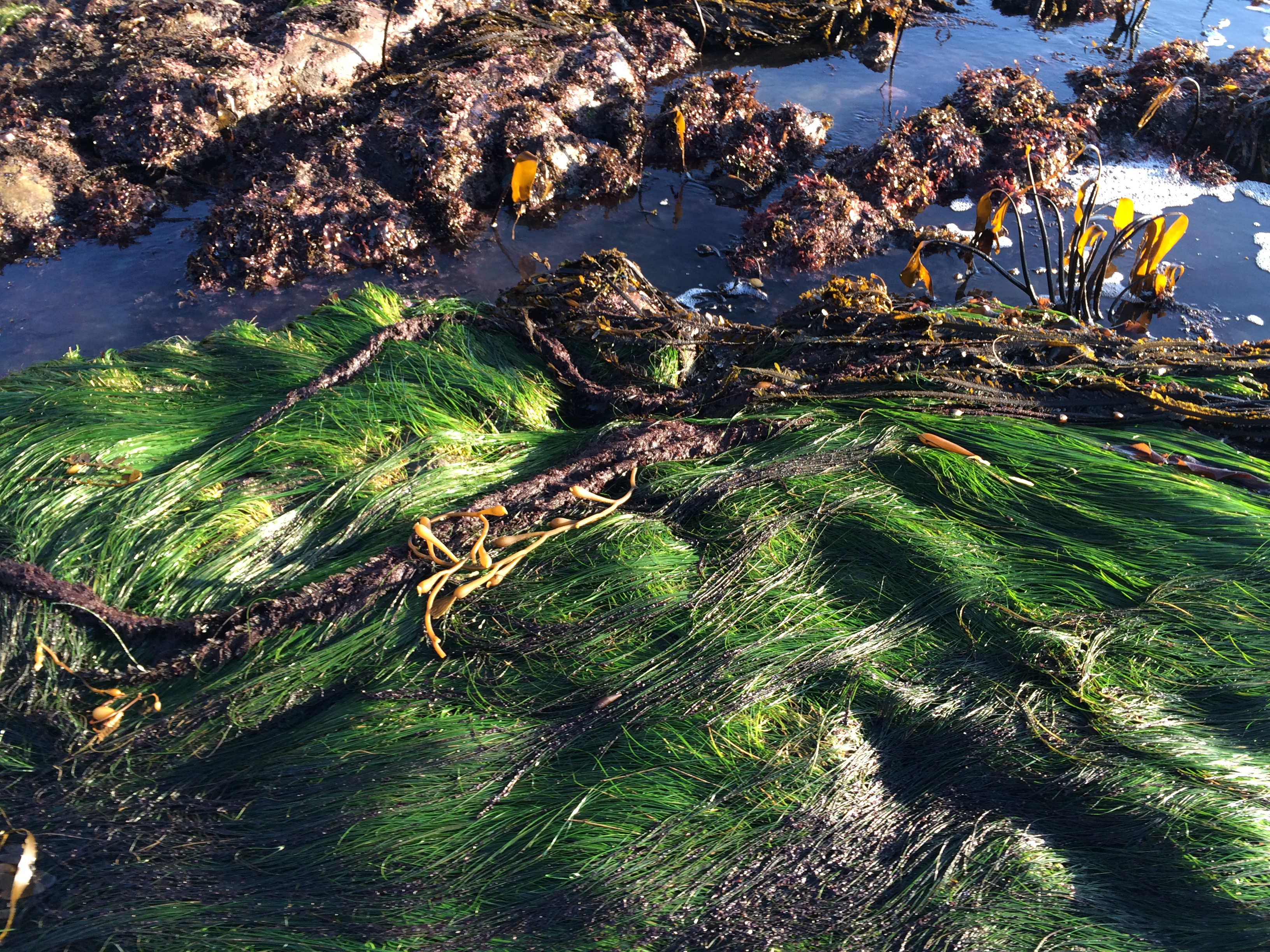
Fronde de Egregia menziesii (de coloração castanha) sobre um tufo da gramínea Phyllospadix scouleri (de coloração verde). Também visível frondes de Laminaria setchellii (erectas na água) e alguns pneumatocistos de Macrocystis pyrifera numa praia de Cambria (Califórnia).

Egregia é um género monotípico de macroalgas marinhas pertencentes à família Lessoniacea da ordem Laminariales da classe Phaeophyceae (algas verdes). A única espécie é Egregia menziesii, uma alga das costas do Pacífico Nordeste.

## Descrição
A espécie Egregia menziesii é um tipo de kelp conhecido na Califórnia pelo nome comum de feather boa kelp.  A espécie, o único táxon do género monotípico Egregia, é nativa das costas ocidentais da América do Norte, com distribuição natural desde o Alaska até à Baja California, onde é uma alga de ocorrência comum na zona entremarés.
Egregia menziesii é uma macroalga de coloração castanho-escuro brilhante, com lâminas tipicamente onduladas e irregulares que podem atingir mais de cinco metros de comprimento. Produz um estipe ramificado ligado ao substrato por um rizoide (crampon) espesso. As lâminas são longas, planas e rectas, compostas por lâminas mais pequenas, cada uma com apenas alguns centímetros de comprimento. Produz pneumatocistos a intervalos regulares ao longo das folhas, às quais fornecem flutuabilidade.
A alga apresenta morfologia muito variável, com fenotipos que dependem das condições ambientais prevalecentes. O ráquis, ou faixa central da fronde, pode ser liso ou ondulado, e as lâminas ao longo do bordo do ráquis podem ter uma variedade de formas.
E. menziesii é usada em banhos e como adjuvante em talassoterapia, em conjunto com espécies como Chondracanthus exasperatus, Laminaria digitata e várias espécies de Fucus.